# Isomeria espacial
Na isomeria espacial ou estereoisomerismo os isômeros espaciais possuem a mesma fórmula molecular e também a mesma fórmula estrutural plana, diferenciando apenas nas fórmulas estruturais espaciais.
Duas substâncias relacionadas através de uma isomeria espacial são chamadas de estereoisómeros (português europeu) ou estereoisômeros (português brasileiro).
Os isômeros espaciais podem ser divididos em geométricos e ópticos.

## Isomeria geométrica

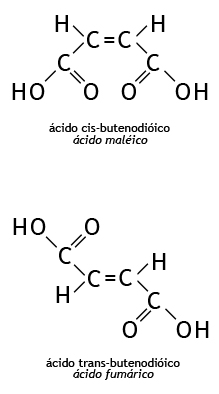
Isomeria cis-trans

Na isomeria geométrica (cis-trans ou Z-E) os isômeros são compostos que possuem a distribuição espacial diferente. Este tipo de isomeria ocorre caso existam ligações duplas ou cadeia fechada ou se os ligantes estiverem ligados a carbonos iguais
Os isômeros podem ser classificados como cis (Z) ou trans (E).
Cis (Z) - quando os ligantes de maior massa situam-se do mesmo lado da molécula.
Trans (E) - quando os ligantes de maior massa não se situam do mesmo lado da molécula.

## Isomeria óptica
Na isomeria óptica os isômeros são compostos assimétricos (quirais) que, apesar de possuírem propriedades físicas e químicas semelhantes (como pontos de fusão e ebulição), apresentam efeito fisiológico distinto e desviam diferentemente a luz polarizada. Há três maneiras de uma molécula ser assimétrica: possuindo carbono assimétrico (por definição, é o átomo de carbono que possui 4 ligantes diferentes e que também pode receber o nome de carbono quiral), possuindo um anel assimétrico ou sendo um derivado especial do propadieno. Entretanto, o caso mais comum é o que apresenta carbono assimétrico. Os isômeros ópticos podem ser separados em dois grupos, os levogiros e os dextrogiros. Uma substância opticamente ativa (ou com atividade óptica) é um estereoisómero capaz de mudar o plano da polarização da luz. Estas substâncias podem ser divididas segundo a direção da rotação que provocam na luz polarizada.
Levogiros ("l" ou "-") são os isômeros que desviam a luz polarizada para a esquerda.
Dextrogiros ("d" ou "+") são os isômeros que desviam a luz polarizada para a direita.
À mistura equimolar dos isômeros dextrogiro e levogiro, dá-se o nome de mistura racêmica.